# فرشته‌ماهی خط‌خطی
فرشته‌ماهی خط‌خطی (نام علمی: Chaetodontoplus duboulayi) نام یک گونه از سرده گیسودندان‌ها است.